# Skaska-Döbra
Skaska-Döbra ist eine ehemalige Gemeinde, die sich im Kreis Kamenz befand.
Die Landgemeinde Skaska-Döbra wurde 1969 aus den bis dahin eigenständigen Gemeinden Skaska, Döbra und Trado gebildet. Im Jahre 1994 schloss sie sich mit den Gemeinden Liebegast, Lieske, Milstrich und Oßling zur neuen Gemeinde Oßling zusammen, zu der die Orte noch heute gehören.
| Jahr   | zum Vergleich 1964 | 1990 |
| ------ | ------------------ | ---- |
| Skaska | 328                | 610  |
| Döbra  | 260                | 610  |
| Trado  | 99                 | 610  |

## Belege
1. 1 2  Skaska-Döbra – HOV | ISGV. Abgerufen am 1. Januar 2024.
2. ↑  Skaska – HOV | ISGV. Abgerufen am 1. Januar 2024.
3. ↑  Döbra (2) – HOV | ISGV. Abgerufen am 1. Januar 2024.
4. ↑  Trado – HOV | ISGV. Abgerufen am 1. Januar 2024.

Koordinaten: 51° 20′ N, 14° 11′ O